# Rab'-e Rashidi

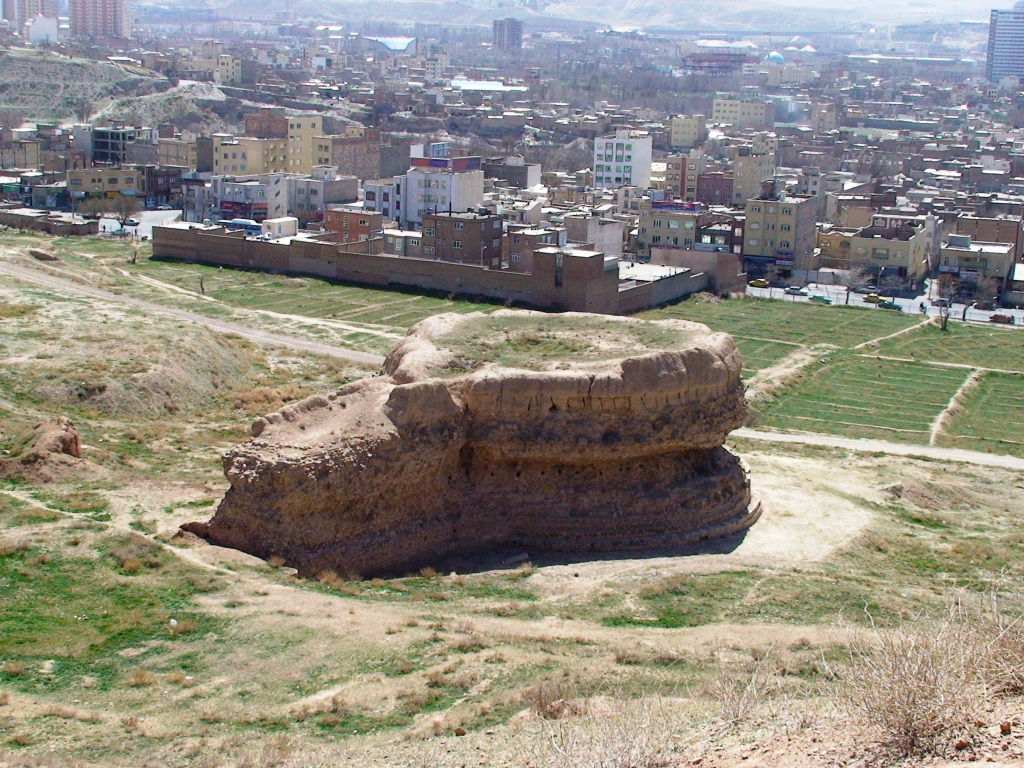
Rovine di Rab'-e Rashidi

Rab'-e Rashidi ( in persiano رَبع رشیدی‎   ) era il sito di un complesso, tra cui una scuola e un laboratorio per la produzione di libri, nella parte nord-orientale della città di Tabriz, in Iran, costruito all'inizio del XIV secolo durante il regno di Ghazan, un sovrano della dinastia ilkhanide. Successivamente altri edifici hanno sostituito i primi e il sito è ora in rovina, ma è il complesso originale che conferisce al sito la sua fama. Venne fondato e riccamente dotato da Rashid al-Din Hamadani, il primo ministro di Ghazan Khan. Rashid-al-Din cercò di riunire gli intellettuali più famosi del suo tempo nei campi della filosofia, della scienza e della medicina. Il complesso iniziò a declinare dopo l'esecuzione capitale di Rashid al -Din nel 1318, sebbene suo figlio Ghiyas al-Din ibn Rashid al-Din guidò un risveglio negli anni 1330, prima di subire l'esezuzione capitale nel 1336.
Il documento di fondazione del complesso è giunto ai nostri giorni, è datato agosto 1307 e fornisce un quadro dettagliato di come avrebbe dovuto funzionare l'istituzione. Ci sono appendici successive e il sito potrebbe aver funzionato prima del 1307. Erano previsti oltre 100 dipendenti, circa un quarto operai e il resto professionisti qualificati, oltre a 220 schiavi. C'era anche una dotazione per gli studenti stipendiati. Oltre a ciò il complesso ospitava un laboratorio per la produzione di libri, dove vennero prodotti i primi manoscritti del Jami' al-tawarikh e, probabilmente, negli anni 1330, il Grande Shahnameh mongolo.
Il sito era caduto in rovina quando Shah Abbas lo scelse per la costruzione di un forte, incluso il palazzo del governatore. Alla fine del XVII secolo anche questi edifici erano caduti in rovina, come riferì un viaggiatore. Solo una piccola parte dell'edificio in rovina rimane in piedi, con la maggior parte delle sue strutture rimanenti forse sotto terra. Gli archeologi stanno scavando e studiando il grande complesso.
Oggi gli edifici storici del Rab'-e Rashidi non sono più identificabili. Tutto ciò che rimane sono alcune basi in muratura delle fortificazioni che furono costruite durante il XIV secolo o da Shah Abbas nel XVII secolo. La più importante delle basi in muratura, ancora esistenti, ha una sporgenza rettangolare, forse la base per un osservatorio astrologico menzionato negli scritti di Rashid al-Din. Nel sito sono stati trovati anche frammenti di mosaici che potrebbero risalire dal tempo di Rashid al-Din fino al periodo safavide.

## Istituzione
La dotazione era di quasi 50.000 dinari, una somma enorme. Quasi la metà di questa andò ai supervisori, Rashid al din stesso mentre era vivo, e in seguito ai suoi figli. Erano stati fissati gli stipendi per i dipendenti, e il più alto veniva pagato al più anziano dei due professori: 500 dinari all'anno. C'era un assistente (200 dinari) e dieci studenti pagati, che guadagnavano 30 dinari per un periodo di cinque anni. L'altro professore aveva due studenti.
Il Corano veniva recitato presso la tomba 24 ore su 24, con 24 recitanti pagati 50 dinari in totale, oltre a quattro membri del personale religioso più anziano. C'era un'area speciale per le devozioni sufi, con uno sceicco (150 dinari) e altri 5 sufi (30 dinari). C'era un ospedale con un primario (330 dinari) e un chirurgo/oculista (100 dinari), oltre a due tirocinanti (30 dinari per 5 anni).
I 220 schiavi includevano circa 150 giardinieri e 20 turchi, a cui erano assegnati ruoli più fisici, compresa la sicurezza e la riscossione dell'affitto. Questi ricevevano una razione di pane superiore del 50% rispetto agli altri schiavi. Tutto il personale riceveva anche pane e altro cibo oltre al salario. Il cibo veniva distribuito anche a coloro che frequentavano la tomba in determinate ore; inoltre venivano sfamati 100 poveri ogni giorno.
Il complesso, in cima ad una collina, era circondato da una cinta muraria. Vi si accedeva attraverso un grande portale, con minareti, che dava su un cortile con quattro iwan. Al di là di questo si trovavano gli edifici principali e altre strutture come un bagno.

## Storia

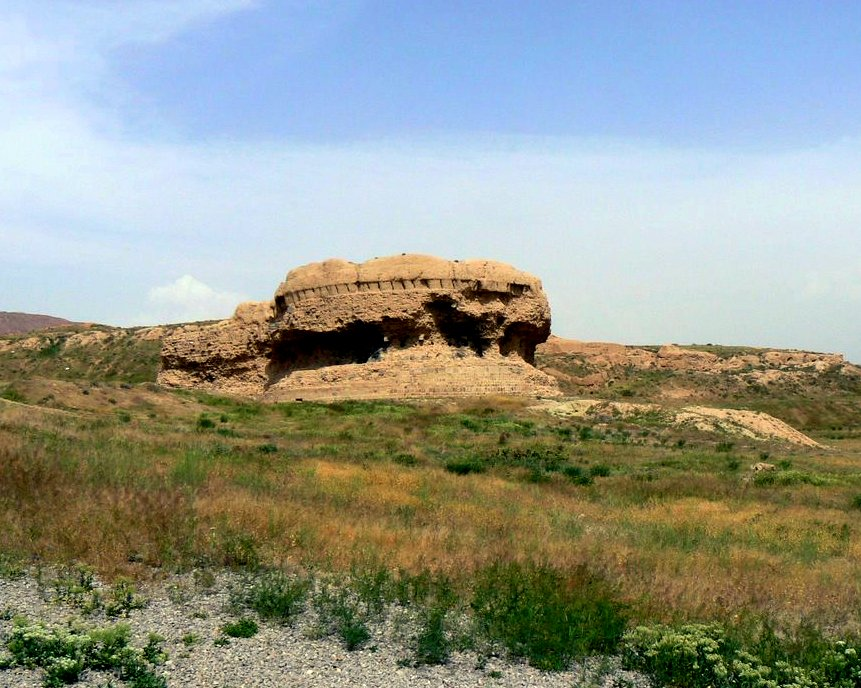
Un'altra vista di Rab'-e Rashidi

Le origini di Rab'-e Rashidi risalgono al XIII secolo, quando Rashid-al-Din Hamadani, ministro di Ghazan Khan, settimo sovrano della dinastia ilkhanide, stabilì un grande centro accademico a Tabriz, all'epoca capitale dell'Ilkhanato, che chiamò Rab'-e Rashidi. Dopo la sua morte, diversi anni dopo, Khajeh Rashid fu sepolto in questo luogo nella tomba che aveva fatto preparare per se stesso.
Il complesso era dotato di una fabbrica di carta, una biblioteca, un ospedale (Dar-ol-Shafa), Dar-ol Quran (centro coranico), strutture residenziali per insegnanti, quartiere studentesco, un grande caravanserraglio e altre strutture durante l'era ilkhanide. Vi studiavano studenti provenienti da Iran, Cina, Egitto e Siria, sotto la supervisione di intellettuali, scienziati, medici e studiosi islamici.
I componenti principali della istituzione erano una biblioteca, un ospizio, un ospedale, un khanqah e una tomba con moschee invernali ed estive. La tomba era originariamente quella di Rashid al-Din, costruita da suo figlio Muhammed Ghiyath. Tuttavia, a causa di quella che si crede sia stata una cospirazione, Rashid al-Din fu giustiziato con il falso pretesto di aver avvelenato Oljeitu Khan. Questa svolta degli eventi fu ulteriormente aggravata dalle voci, emerse durante il regno di Miran Shah (1404-1407), che Rashid al-Din fosse stato ebreo; di conseguenza, i suoi resti furono riesumati dalla sua tomba al Rab'-e Rashidi e trasferiti in un cimitero ebraico.
Oltre ai componenti dell'istituzione, il complesso venne circondato da un quartiere residenziale. Conteneva caravanserragli, negozi, bagni, magazzini, mulini, fabbriche e trentamila case. L'intero complesso era circondato da un muro che Ghazan Khan aveva iniziato a costruire per racchiudere l'intera città di Tabriz, e successivamente da un secondo che ne racchiudeva i sobborghi.
Poiché la sua reputazione era stata contaminata e il complesso saccheggiato, il Rab'-e Rashidi iniziò a declinare dopo la morte di Rashid al-Din nel 1318. Sebbene il figlio, Muhammed Ghiyath, avesse tentato di espandere il sito dopo la morte del padre, anche lui fu messo a morte nel 1336 e la struttura fu nuovamente saccheggiata. Secondo storie successive, prima di Shah Abbas, un sovrano di nome Malik Ashraf aveva assunto il controllo del sito nel 1351 e lo ampliò ulteriormente costruendo fortificazioni, moschee, ospedali e scuole.